# ميناء بول

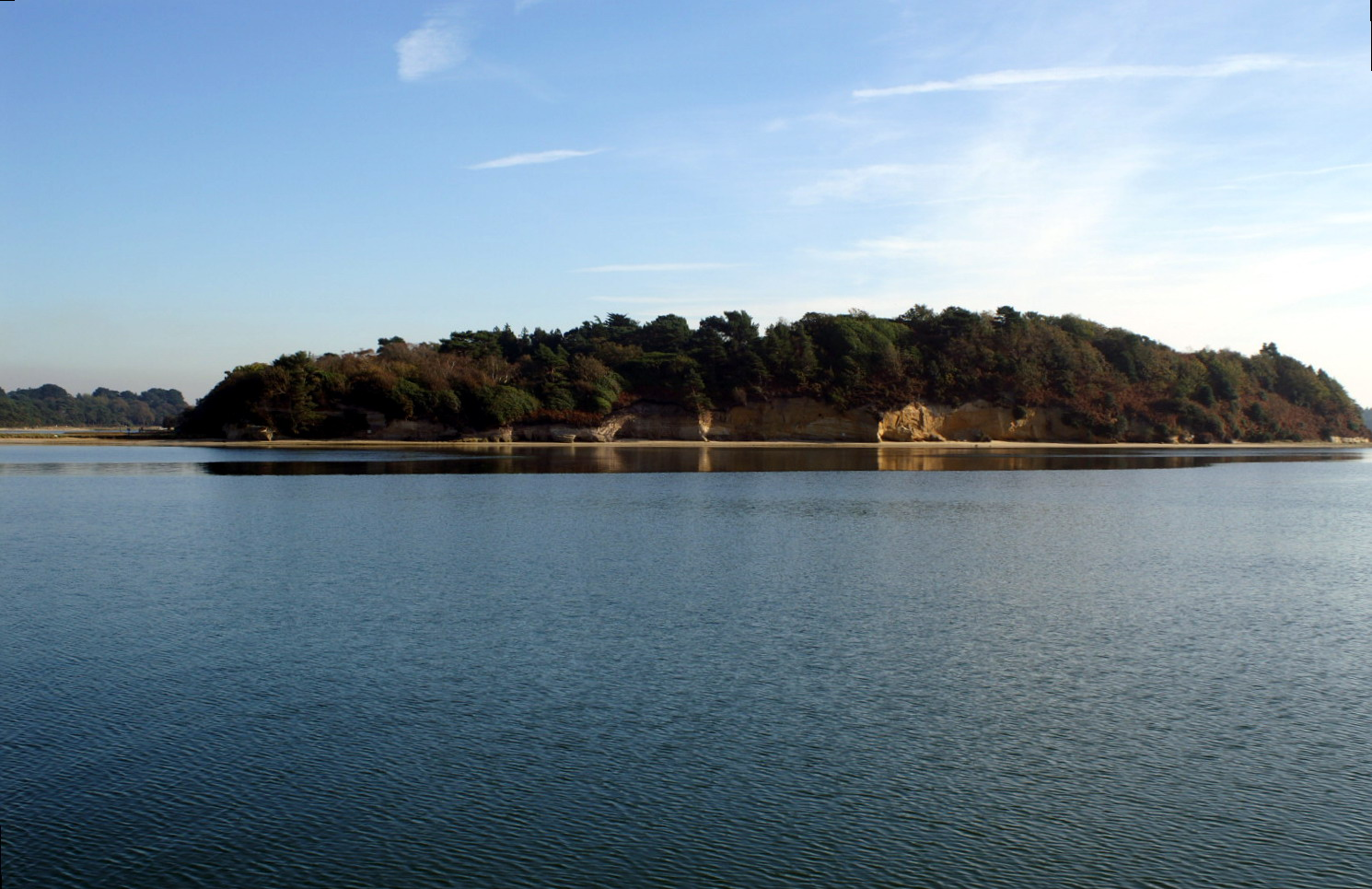
الجزيرة الخضراء، واحدة من الجزر داخل ميناء بول

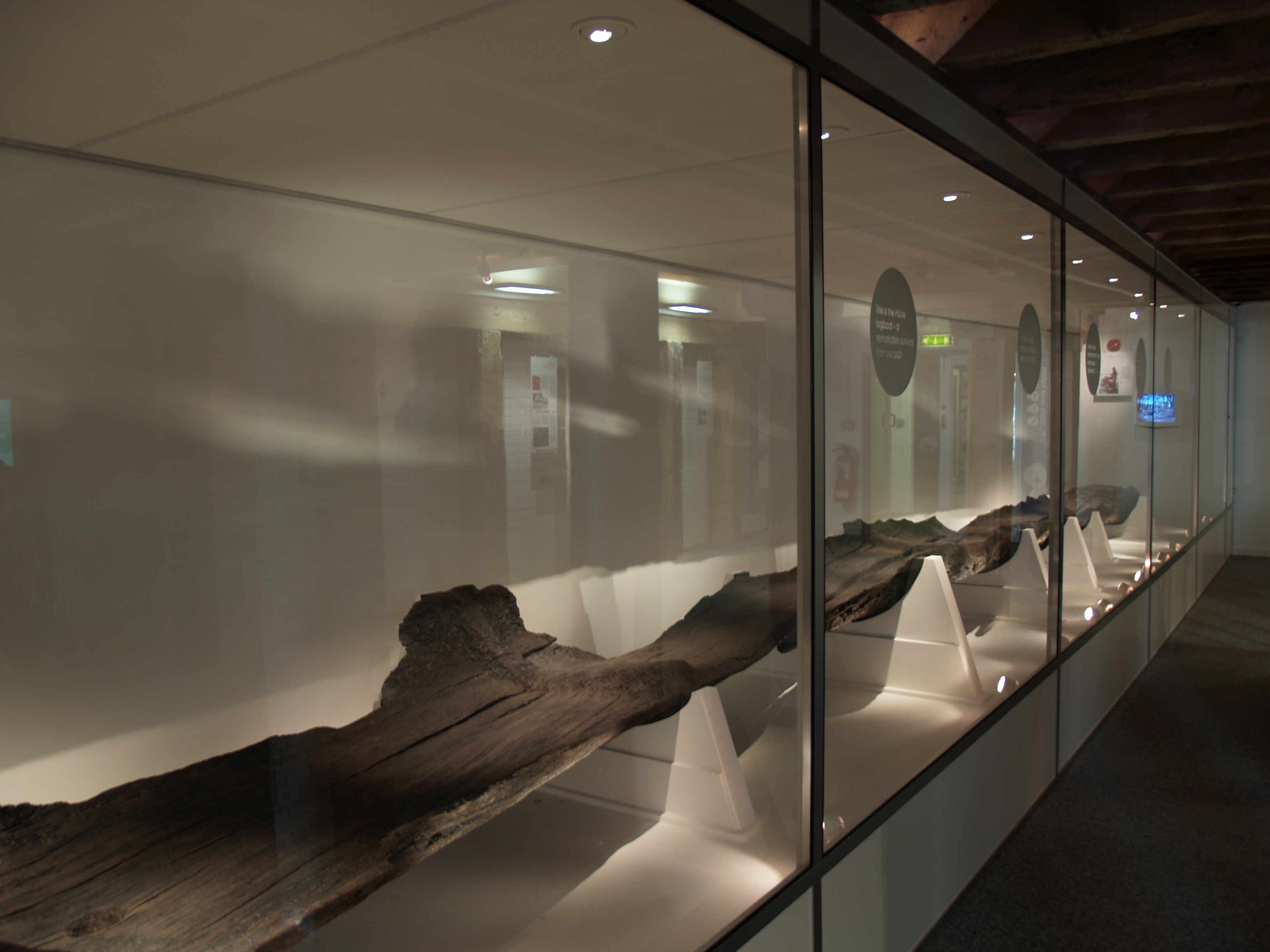
في بول لوقبوت تم حفرها من ميناء بول وهو أكثر من 2,000 سنة. هو على العرض في متحف بول.

ميناء بول هو ميناء طبيعي كبير في دورست بجنوب انجلترا، مع بلدة بول على شواطئها. الميناء هو وادي تشكل في نهاية العصر الجليدي الأخير، وهو مصب عدة أنهار، وأكبرها فروم. الميناء لديه تاريخ طويل من الاستيطان البشري تمتد إلى عصور ما قبل الرومانية. الميناء ضحل للغاية (متوسط عمقه: 48 سم)، مع قناة رئيسة واحدة مجروفة من خلال الميناء، من الفم إلى فتحة بئر الخليج.

## روابط خارجية
- Poole Harbour Commissioners official web site
- Online Admiralty Chart of Poole Harbour
- UK Harbours Directory: Poole
- Poole Harbour Study Group
- Poole Harbour Webcam
- Poole Harbour Weather

قالب:Oscoor gbx
Photographs:
- Poole Harbour Dredging and Poole Bay beach replenishment